# Cerathybos nigripes
Cerathybos nigripes är en tvåvingeart som beskrevs av Ale-rocha 2002. Cerathybos nigripes ingår i släktet Cerathybos och familjen puckeldansflugor.
Artens utbredningsområde är Peru. Inga underarter finns listade i Catalogue of Life.